# Августа Луїза Гольц
Авґуста Луїза Гольц (англ. Augusta Louise Holtz; 3 серпня 1871 року, Чарнкув, Німецька Імперія — 21 жовтня 1986 року, Флоріссент, Міссурі, США) — німецько-американська супердовгожителька, найстаріша нині жива повністю верифікована людина в світі (з 16 лютого 1985 року до своєї смерті).

## Життєпис
Авґуста Луїза Гольц народилася 3 серпня 1871 року в місті Чарнкув в Німецькій імперії (нині територія Польщі). Вона була третьою дитиною в сім'ї Міхаеля (1839–1918) і Вільгельміни Генрієтти Гоппе (1832–1922).
Згідно з записом про хрещення, вона була народжена 3 серпня, а хрещена 28 серпня 1871 року. Її батьки взяли шлюб 15 квітня 1866 року. Згідно з церковними книгами, в Августи були дві старші сестри і молодший брат. У 1873 році сім'я емігрувала до США. Її батько володів фермою поруч з містом Трой, штат Іллінойс.
У 1900 році, у 29 років, взяла шлюб з Едвардом Гольцом. В шлюбі народила чотирьох дітей (сини Едвард і Август і дочки (Естер і Гертруда). Овдовіла в 1923 році.
У віці 109 років Авґуста переїхала в округ Сент-Луїс, штат Міссурі. Вона померла в будинку для літніх людей в місті Флоріссент 21 жовтня 1986 року у віці 115 років і 79 днів.

## Довголіття
В жовтні 1983 року вона була визнана найстарішою нині живою людиною в світі, проте в 2012 році був верифікований Метью Бірд, який був старший за Августу. 16 лютого 1985 року Метью Бірд помер і Авґуста знову стала найстарішим жителем світу. З 14 травня 1985 року до 11 травня 1990 року вона була найстарішою повністю верифікованою жінкою в історії. Вона була першою жінкою, яка досягла віку 114 років, і першою повністю верифікованою людиною, яка досягла віку 115 років. Її рекорд 115 років і 79 днів був вперше побитий Жанною Кальман. Після Жанни Кальман станом на січень 2024 ще 51 особа змогли пережити Августу. Авґуста Гольц є найстарішою людиною в історії, яка народилася в Польщі.